# Agua de Oro
Agua de Oro är en ort i Argentina.   Den ligger i provinsen Córdoba, i den centrala delen av landet, 700 kilometer nordväst om huvudstaden Buenos Aires. Agua de Oro ligger 791 meter över havet och antalet invånare är 1 553.
Terrängen runt Agua de Oro är kuperad västerut, men österut är den platt. Terrängen runt Agua de Oro sluttar brant österut. Närmaste större samhälle är Salsipuedes, 7,9 kilometer söder om Agua de Oro.
Trakten runt Agua de Oro består i huvudsak av gräsmarker. Runt Agua de Oro är det ganska tätbefolkat, med 86 invånare per kvadratkilometer.